# جيمس ك. جونسون
جيمس ك. جونسون (بالإنجليزية: James K. Johnson)‏ هو ضابط أمريكي، ولد في 30 مايو 1916 في فينيكس في الولايات المتحدة، وتوفي في 22 أغسطس 1997.